# Заложник (фильм, 1983)
«Заложник» — советский приключенческий истерн 1983 года о борьбе с басмачеством.

## Сюжет
Для предотвращения эпидемии чёрной оспы уполномоченный Баев должен доставить караван с вакциной в отдалённый район Таджикистана. Басмачи не сразу решаются напасть на караван, поскольку в заложниках у красноармейцев главарь банды, точнее — его двойник Гадо.

## В ролях
- Константин Бутаев — Гадо/Бек
- Бахрам Акрамов — Максуд Баев
- Мухаммадали Махмадов — Заиров
- Исамат Эргашев — Далер
- Зафар Джавадов — Сафар
- Рустам Сагдуллаев — Абдулло
- Зухра Зарабекова — Матлюба
- Джавлон Хамраев — Акрам
- Юнус Юсупов — Курбаши
- Элгуджа Бурдули — главарь
- Усен Худайбергенов — Рустам
- Рустам Уразаев — Ахмад
- Сахабиддин Саттаров — Тилла
- Валерий Фидаров — Махмуд

## Съёмочная группа
- Режиссёр: Юнус Юсупов
- Сценарий: Валентин Максименков, Леонид Махкамов
- Оператор: Рустам Мухамеджанов
- Композитор: Геннадий Александров
- Звукорежиссёр: Фармон Махмудов

## Награды
Диплом и приз журнала «Гулистан» на МКФ в Ташкенте, 1984.
Прокат (1984, 21 место) — 18,2 млн зрителей.